# The Garter Girl
The Garter Girl er en amerikansk stumfilm fra 1920 af Edward H. Griffith.

## Medvirkende
- Corinne Griffith som Rosalie Ray
- Sally Crute som Lynette
- Earl Metcalfe som Brad Mortimer
- Rod La Rocque som Arthur Lyle
- James Tarbell